# Estación de Tharsis
Tharsis fue una estación de ferrocarril situada en la localidad española de Tharsis, dentro del municipio de Alosno, en la provincia de Huelva. Las instalaciones constituían la cabecera de la línea Tharsis-Río Odiel, de carácter minero e industrial, que estuvo operativa entre 1871 y 1999. En la actualidad las antiguas instalaciones se encuentran abandonadas y sin servicio. Desde 2014 el complejo ferroviario está catalogado como Bien de Interés Cultural.

## Situación ferroviaria
La estación se encuentra situada en el punto kilométrico 0,000 de la línea férrea de vía estrecha Tharsis-Río Odiel, a 239 metros de altitud.

## Historia
El ferrocarril de Tharsis fue inaugurado el 6 de febrero de 1871, tras varios años de obras. La construcción corrió a cargo de la Tharsis Sulphur and Copper Company Limited, empresa británica que poseía varias minas en la zona y buscaba dar salida al mineral extraído. Aunque a lo largo de su historia el tráfico principal de la línea fueron los trenes de mineral, durante algunas décadas llegó a haber servicios de viajeros entre Tharsis y Corrales. En 1978 la gestión de las instalaciones ferroviarias pasó a manos de la Compañía Española de Minas de Tharsis, que sería sucedida en 1996 por la sociedad Nueva Tharsis. 
La línea fue clausurada al tráfico el 1 de enero de 2000, si bien el último tren había circulado el 22 de diciembre de 1999.

## Instalaciones
La estación de Tharsis constituía un complejo que acogía las oficinas generales del ferrocarril, talleres y el depósito de locomotoras. Disponía de una amplia playa de vías para labores de clasificación y formación de los trenes mineros. También se levantó un edificio para atender los servicios de viajeros y las labores de carácter administrativo. Las instalaciones contaban además con un enclavamiento, la denominada Casa de Palancas, desde el cual se controlaban los cambios de aguja. Este complejo se encontraba ubicado en el área de Filón Norte, cerca del poblado.

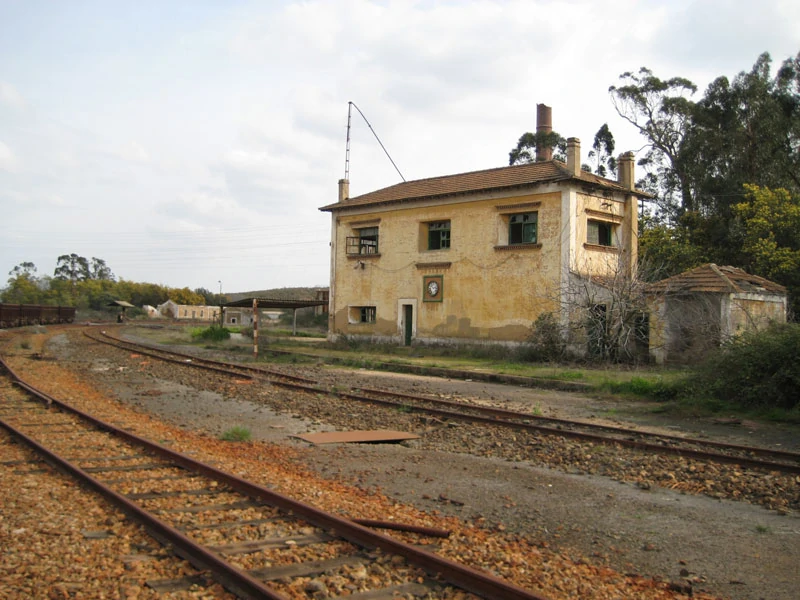
Vista del edificio de viajeros de la estación y las vías, en 2008.

El edificio principal de la estación es de planta rectangular y tiene unas dimensiones aproximadas de 14 metros de largo y 6 metros de ancho, con una superficie de 85 metros cuadrados aproximadamente. Posee dos alturas con tejado a cuatro aguas protegido por teja cerámica plana. En la fachada principal, orientada hacia la vía general del ferrocarril, tiene en la planta baja un reloj enmarcado en el centro. En su planta superior hay tres ventanas de grandes dimensiones y equidistantes entre sí, situándose la central encima del reloj. La fachada trasera tiene una composición simétrica, siguiendo un esquema compositivo de tres módulos verticales donde el vano central es mayor. Este edificio fue levantado originalmente para la recepción de viajeros y para desempeñar funciones administrativas relacionadas con el ferrocarril.
El complejo ferroviario de Tharsis se encuentra situado cerca de varias instalaciones singulares, como la central térmica, los talleres o el cargadero de mineral.